# Jakobus Stainer

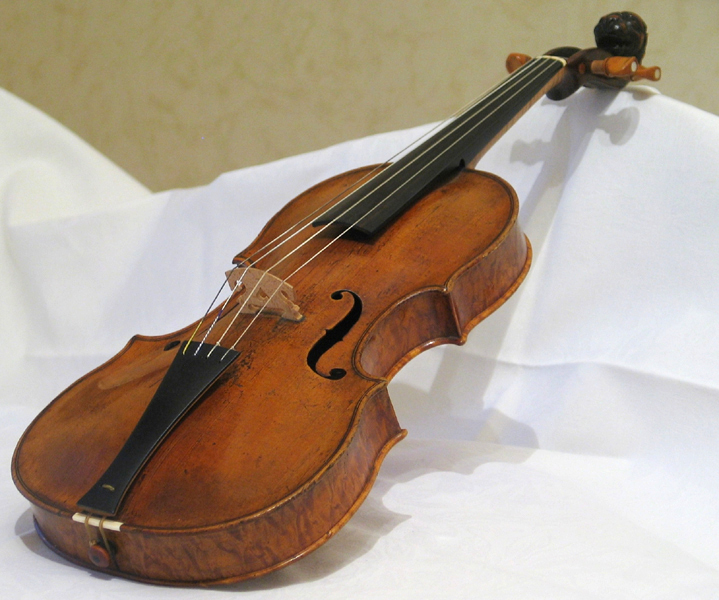
Egy Stainer hegedű, elölről

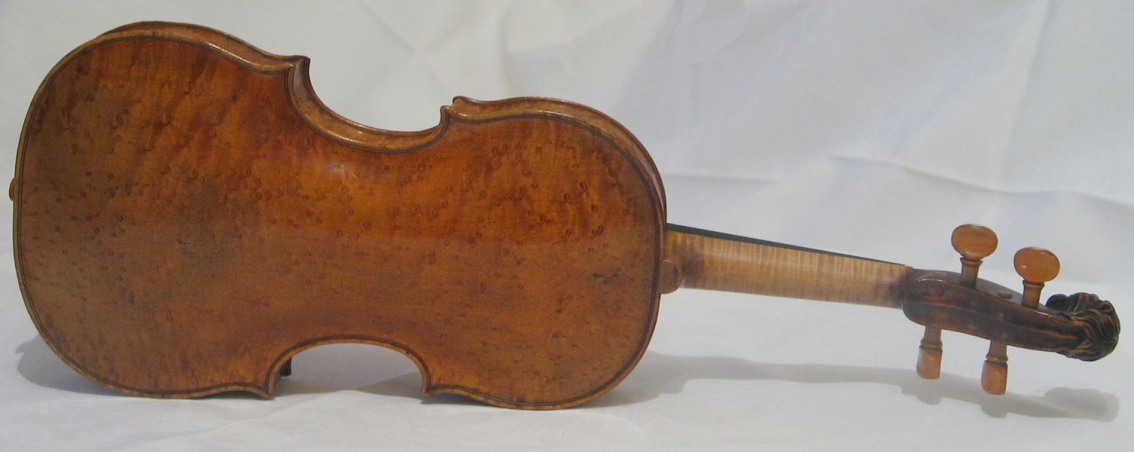
Ugyanaz hátulról

Jakobus Stainer  (Absam, 1617 körül – Absam, 1683), osztrák hegedűkészítő.
1800-ig az Alpoktól északra a Stainer-hegedűket sokkal jobban megbecsülték, mint olasz társaikat.

## Élete röviden
Egy bányász fiaként látta meg a napvilágot. Iskolai képzést 1626–1630 között kapott az absami iskolamestertől. Itt ezenkívül olaszt és latint is tanult, amiről későbbi levelei árulkodnak. Eredetileg asztalosnak készült, később döntött csak a hangszerészet mellett. 1630 és 1644 között szerzett hegedűkészítési ismereteket Innsbruckban és Füssenben, majd a harmincéves háború kezdetekor Itáliába menekült, ahol tovább folytatta tanulmányait. 5 évig tanult, majd még egy vándorév várt rá. 1644ben kezdte meg működését. Később tanoncot is fogadott. Salzburg, Innsbruck, München, Velence, Kirchdorf, Bozen, Nürnberg, Kremsier és Meran környékét szolgálta ki hangszerekkel. 1645. november 16-án elvette az absami Margareta Holzhammert, és véglegesen letelepedett Absamban. Az ezt követő években az üzlet teljes mértékben működött. 1656-ban Absamer Oberdorfban vett házat, ezt hívják ma „Stainer háznak”. 1669-ben már maga a császár (I. Lipót) is Stainertől vett hangszert, annak ellenére, hogy 1668-ban szakmai körutazást tett, melynek eredménye, hogy 1669-ben a munkavégzés elmaradása miatt bebörtönözték. 1670 és 1679 között újra nagy sikerrel újra üzemelt az üzlet. 1680tól kezdve mély depresszióba esett, majd 1683-ban Absamban meghalt.

## Munkái
- 1644: 1 Viola Bastarda a salzburgi egyházzenei igazgató részére; 4 hangszer a dél-tiroli Kloster Marienberg város részére
- 1645: 1 Basszusviola (Violone?) München részére
- 1646: 7 hangszer az innsbrucki udvar részére
- 1648: Megrendelések a bozeni templomtól
- 1650: 1 cselló a kötheni udvar részére
- 1668: 1 hegedű a kremsieri udvar részére
- 1669: Stift Lambach 10 hangszert rendel; Kremsier 6 hangszert, többek között egy nagyobb méretű hegedűt
- 1670-1672: 5 hangszer a salzburgi udvar részére
- 1674: Megrendelések Meran városától, 1 hegedű a salzburgiaknak
- 1677: St. Georgenberg in Fiecht kolostor számára 2 hegedű
- 1678: 1 Viola da gamba a meraniaknak
- 1679: Megrendelések a müncheni udvartól
- 1680: További megrendelések Münchentől, 3 hangszer Nürnberg város részére

## Hangszereinek főbb paraméterei
- Magas domborulat az elő- és hátlapokon
- Szép, sima hang; nem erős, viszont igen sötét
- Borostyánkő-színű lakk

## Érdekességek
- Francesco Maria Veracini hangszergyűjteményében 10 Stainer található
- Heinrich Ignaz Franz Biber összeköttetésben állt Stainerrel
- Francesco Geminiani és Giuseppe Tartini Staineren játszottak
- Johann Sebastian Bach lipcsei zenekarában Stainer hegedűkön és csellókon játszottak
- Wolfgang Amadeus Mozart 1787-ben egy Stainert kapott ajándékba
- A 18. században a német nyelvterületeken a Stainerek sokkal többet értek, mint egy Guarneri vagy egy Stradivarius
- Az első kopiák csak a 20. század elején jelentek meg, akkor is elsősorban a tanulóhangszerekhez